# 方向燈

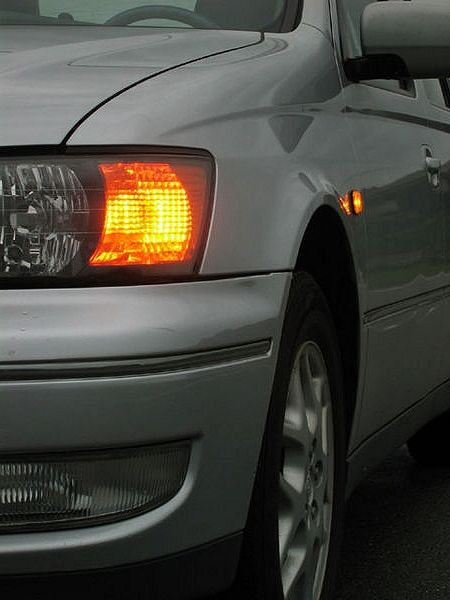
汽車的方向燈

方向燈，亦稱指揮燈、方向指示燈，是車輛用的燈號之一，用來預告車輛行駛下一個動向的必要設備，顏色通常為橘色，在部份國家允許紅色。位置在前頭燈、後照鏡（或前輪弧上方葉子板）及尾燈的左右，左半邊為一組，右半邊為另一組，閃爍頻率每分鐘在60次以上，120次以下。
方向燈燈泡的閃爍，運用雙金屬棒原理，如方向燈其中一邊有一顆燒燬，則燒燬的那一方打燈時閃爍會極快。現今新型的車輛，逐漸以發光二極體（LED）取代傳統燈泡。
除轉彎外，轉向燈還用在起步、超車和變更行車線的時候。於停着車上下乘客以及突然拋錨之情形下，還常使左右方向的轉向燈同時閃爍，以引起其他行駛車輛注意。若要臨時在引掣轉動的情況下停在路邊，則要閃動着近路邊的方向燈。
為避免駕駛於轉向後忘記關閉方向燈，以致誤導其他車輛，方向燈閃爍時車內會發出同步聲響，以提醒駕駛。而多数汽车装有方向灯开关随方向盘自动回位的功能。大型車的方向燈會在車外同步發出聲響以提醒車旁邊的人注意，以避免轉彎時人或車太過靠近而被捲進車下。